# Vysocký kanál
Vysocký kanál, do roku 1978 vysočianský kanál je umělý odvodňovací kanál na Záhorí, v okrese Malacky, v katastrálním území obce Vysoká pri Morave a města Stupava. Jde o celoroční vodní tok V. řádu, čistě nížinného charakteru o délce 7,545 km, s rozlohou povodí 10,428 km² a s plochou odtokových oblastí 7,343 km². Vzniká ve výši 141 m n. m. a ústí do Zohorského kanálu v nadmořské výšce 139 m n. m.

## Vznik
Vzniká výtokem ze sedimentační nádrže na potoce Rudavka, pod souvrším Labské vršky (143 m n. m.), v Záhorské nížině, podcelku Borská nížina, v části Záhorské pláňavy, v nadmořské výšce 141 m n. m.

## Popis toku
Po vzniku kanál chvíli teče ve vzrostlém listnatém lese, jihovýchodojižním směrem, mírně se stáčí na víceméně jižní směr a kříží se s elektrickým vedením vysokého napětí. Protéká travnatou mezí v zemědělsky využívané krajině a zanedlouho podtéká místní účelovou komunikaci. Prudce se stočí na východojihovýchod, pak opět na jih, přibírá krátký umělý levostranný přítok a podtéká železniční trať Zohor - Záhorská Ves. Vstupuje do intravilánu obce Vysoká pri Morave, je přemostěný mostem obecní cesty a nevýrazně se stáčí na jihovýchodojih. Potřetí podtéká obecní účelovou komunikaci, neznatelně se stočí na jih a přijímá zprava meliorační kanál. Po tomto soutoku kanál opouští zastavěné území zmiňované obce, stáčí se na východojihovýchod, míjí pravobřežní zemědělské budovy a později mění směr na jihovýchodní. Podtéká Bezovou ulici, stále teče v travnatém porostu, ústí do něj zleva další kanál a tok se pak v pravém úhlu obloukem stáčí na jihozápad. Kříží 22 kV elektrické dráty a vzápětí je přemostěný mostem silnice III. třídy 2039. Po pravém břehu míjí areál firmy na zpracování štěrkopísku, znovu podtéká tentokrát polní cestu a velkým obloukem se stáčí na jihovýchod. Teče v těsné blízkosti hráze Moravy, mění směr na jižní a zakrátko opět na jihovýchodní. Kříží se s další cestou, pokračuje východojihovýchodním směrem v travnaté mezi, v zemědělsky obdělávané zemi, zase podtéká polní cestu a definitivně se stočí na východ. Teče chvíli listnatým lesem, vtéká do bezejmenného jezera a po výtoku tok pokračuje bažinatou oblastí. Naposledy je přemostěný mostem účelové komunikace a naposled se kříží s vysokonapěťovým elektrickým vedením. Následně se pravostranně vlévá do Zohorského kanálu, jako jeho největší přítok, v nadmořské výšce 139 m n. m.